# Du Wei (futbolista)
Du Wei (en chino: 杜威; pinyin: Dù Wēi; Luoyang, Henan, 9 de febrero de 1982) es un exfutbolista chino que jugó en la posición de defensa central.

## Selección nacional
Fue internacional con China entre 2002 y 2016, disputó 71 partidos y marcó 4 goles.

### Participaciones en Copa Mundial de Fútbol
| Torneo                         | Sede                  | Resultado    | Partidos | Goles |
| ------------------------------ | --------------------- | ------------ | -------- | ----- |
| Copa Mundial de Fútbol de 2002 | Corea del Sur y Japón | Primera fase | 2        | 0     |

### Goles internacionales
| # | Fecha      | Lugar           | Rival     | Marcador | Resultado | Evento                                   |
| - | ---------- | --------------- | --------- | -------- | --------- | ---------------------------------------- |
| 1 | 22/02/2006 | Cantón, China   | Palestina | 1–0      | 2–0       | Clasificación para la Copa Asiática 2007 |
| 2 | 21/01/2009 | Hangzhou, China | Vietnam   | 3–1      | 6–1       | Clasificación para la Copa Asiática 2011 |
| 3 | 22/11/2009 | Hangzhou, China | Líbano    | 1–0      | 1–0       | Clasificación para la Copa Asiática 2011 |
| 4 | 18/12/2010 | Zhuhai, China   | Estonia   | 1–0      | 3-0       | Partido amistoso                         |

## Clubes
| Club                | País    | Año       |
| ------------------- | ------- | --------- |
| Shanghai Shenhua    | China   | 2002-2005 |
| Celtic F. C.        | Escocia | 2005-2006 |
| Shanghai Shenhua    | China   | 2006-2009 |
| Hangzhou Greentown  | China   | 2010-2012 |
| Shandong Luneng     | China   | 2012-2014 |
| Hebei China Fortune | China   | 2015-2017 |
| Guizhou Zhicheng    | China   | 2017      |
| Guizhou Hengfeng    | China   | 2018      |

## Palmarés

### Títulos nacionales
| Título           | Club            | País  | Año  |
| ---------------- | --------------- | ----- | ---- |
| Copa FA de China | Shandong Luneng | China | 2014 |

### Títulos internacionales
| Título                                | Club (*)           | País  | Año  |
| ------------------------------------- | ------------------ | ----- | ---- |
| Copa de Campeones A3                  | Shanghai Shenhua   | China | 2007 |
| Campeonato de Fútbol de Asia Oriental | Selección de China | Japón | 2010 |

(*) Incluyendo la selección.

### Distinciones individuales
| Distinción                                              | Año  |
| ------------------------------------------------------- | ---- |
| Mejor futbolista juvenil del año en Asia                | 2002 |
| Mejor jugador del Campeonato de Fútbol de Asia Oriental | 2010 |
| Parte del XI ideal de la Superliga de China             | 2012 |